# 岑徳広
岑 徳広（しん とくこう、1897年〈光緒23年〉 - 1972年8月）は、中華民国の政治家・外交官・官僚。字は心叔。チワン族（壮族）。南京国民政府（汪兆銘政権）の要人であり、派閥としては周仏海らのCC派に属すると目された。後年、日中国交正常化の事前工作に関与している。清末民初の政治家・岑春煊の子で、同じく政治家である唐紹儀の娘婿でもある。

## 事績

### 初期の活動
日本に留学した後、イギリスのシンクタンクで研究員をつとめた。1922年（民国11年）8月23日に駐英大使館随員署理、1923年（民国12年）2月10日に梧州関監督兼広西省外交特派員、1924年（民国13年）9月11日に安慶造幣廠廠長を歴任している。この他、ワシントン会議中国代表団随員、滇桂聯軍総司令部参議、善後会議議員などもつとめたとされる。
1937年（民国26年）に日本軍が上海を占領した頃から、上海に在った岑徳広は周仏海の知恵袋的存在となる。翌年9月28日に、岑は土肥原賢二を伴って義父の唐紹儀を訪問した。このとき、岑と土肥原は唐に親日政府参加を求めたと見られるが、まもなく唐は軍統に暗殺された。

### 親日政権での活動
1940年（民国29年）3月、汪兆銘が南京国民政府を樹立すると、周仏海に従う形で岑徳広もこれに参加した。振務委員会委員長に特任され、第1期中央政治委員会延聘委員（以後4期務める）に任ぜられている。1941年（民国30年）5月に清郷委員会（委員長：汪兆銘）委員、同年8月に社会運動指導委員会（委員長：周仏海）委員、1942年（民国31年）2月に時局策進委員会（委員長：汪兆銘）委員を兼任した。
1943年（民国32年）1月、社会運動指導委員会と振務委員会が合併して社会福利部が新設され、丁黙邨が同部部長となる。一方の岑徳広は、全国経済委員会秘書長に改任された。1945年（民国34年）6月、中央政治委員会最高国防会議秘書長に任命された。8月、経理総監部総監となっている。
日本敗北後、岑徳広は漢奸の罪に問われ、9月26日に南京で逮捕されたが、後に香港への逃亡に成功した。

### 日中国交正常化関連
中華人民共和国建国後、北京在住で旧知の章士釗との間で、岑徳広は交友を継続していた。同じく旧知で1968年に香港総領事に就任した岡田晃の依頼もあり、岑は章と連絡を取り合いながら、日中国交正常化の準備工作に関わっていたとされる。
しかし1972年6月、佐藤内閣が事実上倒れ、岡田晃も香港総領事からブルガリア大使に転任すると聞いた岑徳広は、準備工作が無駄に終わったと悲嘆に暮れている。その失意もあってか、同年8月初頭に病没した。享年78。
帰国直前の岡田晃は、岑徳広危篤の報を受けて駆け付けたが間に合わず、岑の亡骸に縋り付いて落涙したという。岡田によれば、岑の亡骸は薄暗い六畳一間ぐらいの一室に置かれ、岡田の他は1～2人しか立ち会わず、「誰一人として葬式を行うものもない」困窮ぶりだったという。なお日中国交正常化そのものは、岑没後まもなく、田中内閣で実現した（1972年9月29日）。